# Colantonio

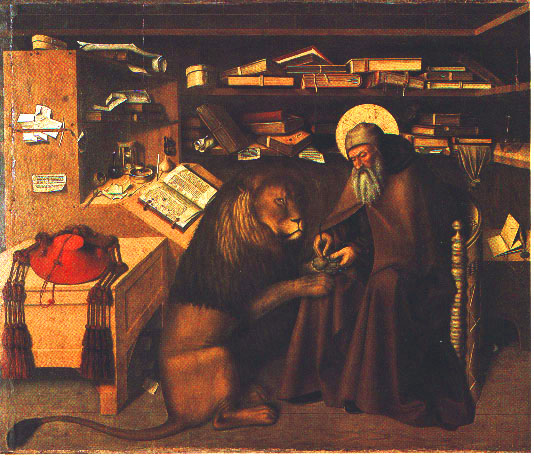

Colantonio (Niccolò Antonio, ca. 1420 — Nápoles, após 1460) foi um pintor italiano, conhecido por ter sido o professor de Antonello da Messina. Há poucos detalhes sobre sua vida.
Colantonio trabalhou em Nápoles entre 1440 e 1470. Suas pinturas mostram a fusão de várias culturas, pois Afonso V de Aragão tinha trazido para Nápoles artistas de várias partes do mundo: Península Ibérica, Borgonha, Provença e Flandres. Ele sintetizou tudo em um estilo único e foi um dos primeiros artistas do sul da Itália a aprender a técnica flamenga da pintura a óleo. É possível que tenha aprendido a técnica com o flamengo Barthélemy d'Eyck, um parente de Jan van Eyck, que tinha estado em Nápoles em 1440. 
Sua obra mais famosa (São Francisco consigna a Ordem Franciscana para seus seguidores) está no Museu de Capodimonte, em Nápoles, junto com outras de suas obras. 
Colantonio pode também ter sido o professor do pintor espanhol Pedro Berruguete.